# Марінера

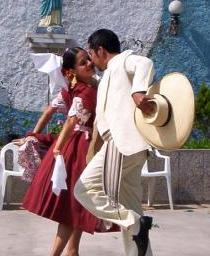
Танцюристи виконують марінеру нортенью, один з типів марінери, Трухільйо, Перу

Маріне́ра (ісп. marinera «морський») — національний танець Перу.

## Опис
Музичний розмір марінери — 3/4. Виконується в достатньо швидкому темпі. 
Хореографічно танець насичений численними позиціями, плавними переходами і різними фігурами. Марінера — парний танець. Взагалі є романтичним танцем, танцем кохання — завуальованим залицянням.    
Виконання марінери супроджується грою на гітарі, сурмах, кахонах тощо. 

## Історія походження і популяризації
Марінера є народним танцем, що походить з регіону перуанського узбережжя, й поява танцю зазвичай асоціюється зі схожим танцем часів колоніалізму під назвою самакуека (ісп. zamacueca). 
Щодо походження марінери існують ряд протилежних гіпотез — за однією з них танець є виключно перуанським творінням, бо містить елементи, які мало в своїй танцювальній культурі навіть доінкське населення Перу; з іншого боку низка фахівців-дослідників марінери наполягає на її європейському походженні, вбачаючи в ній елементи фанданго та ін. іберійських танців; ще ряд спеціалістів апелюють до африканського коріння марінери. Однак безперечним і найвірогіднішим є спільне походження марінери, що являє собою суміш впливів різних культур — іспанської, андійської, негритянської і навіть циганської. 
Вже у XIX ст. марінера є одним з найпопулярніших перуанських танців. Саме тоді він отримав свою назву — «морський (танець)» (ісп. (danza) marinera), за переказами, на честь ВМС Перу, які у 1879 році виступили проти Чилі. А у 1894 році вперше використано мотиви марінери професійними перуанськими композиторами.
Протягом ХХ ст. марінера набула такої популярності, що з 1960-х рр. у перуанському місті Трухільйо на щорічній основі в січні почали проводити Національний Конкурс марінери.

## Види марінери
Існують різноманітні школи і танцювальні стилі марінери, в залежності від місцевості. Повсюду в Перу функціонують танцювальні школи марінери, також постійно відбуваються змагання в них і між ними. 
Основними різновидами марінери є:
- північна марінера або марінера нортенья (ісп. marinera norteña) — походить з регіону Тондеро, і є найпопулярнішим різновидом марінери, візначаючись неповторною стильністю і швидким музичним темпом;

- лімська марінера або марінера ліменья (ісп. marinera limeña) — найелегантніший і найповільніший з-поміж інших видів марінери. Може виконуватися як у повільному, так і пришвидшеному темпі. Відзначається послідовністю переходів. За популярністю поступається марінері нортеньї, найбільш розповсюджений безпосередньо в районі столиці Ліми.